# Sembé (distrikt)
Sembé är ett distrikt i Kongo-Brazzaville. Det ligger i departementet Sangha, i den norra delen av landet, 700 km norr om huvudstaden Brazzaville.